# Sonja Oberem
Sonja Krolik-Oberem , född Krolik 24 februari 1973 i Rheydt, är en (väst)tysk före detta triathlet och friidrottare som tävlade i maraton.
Oberems, den gången Krolik, började som triathlet och blev dubbel juniorvärldsmästare, dubbel tysk mästare og dubbel Europamästare innan hon 1995 bytte sport till marathon och redan första året blev 8:a på VM i Göteborg. Hon blev därefter VM 7:a 1997, 6:a 1999 och 5:a 2001. 
Hennes främsta merit är att hon blev bronsmedaljör vid EM 2002 i München. 
Hon blev OS-8:a 1996 och deltog även vid OS 2000 där hon slutade på en 24:e plats.

## Personliga rekord
- Maraton - 2.26.13